# Bon Giorno
Bon Giorno is een Nederlands merk ondergoed. Het merk bestaat al ongeveer 50 jaar.
Aanvankelijk was Bon Giorno eigendom van Willink Tricotage, maar aan het eind van de jaren zestig kwam het merk in handen van Hollandia Tricot uit Veenendaal. Thans bekende Nederlanders hebben in hun jonge jaren model gestaan in Bon Giorno ondergoed, zoals Patricia Paay, Jerney Kaagman en Herman Brood.
Na het faillissement van Hollandia Tricot leidde een personnel buyout tot de oprichting van Holland Trend B.V. 
In 1988 werd het bedrijf verkocht aan Timpa B.V. en stond het in de top 3 van de Nederlandse ondergoedmarkt. Timpa wist dit succes echter niet vast te houden.
Vervolgens werd de merknaam Bon Giorno verkocht aan American Phil Textiles Ltd. uit Hongkong. Via dochteronderneming American Phil Textiles Europe B.V. wilde de Chinese producent van ondergoed onder de naam Bon Giorno een assortiment op de Nederlandse markt brengen waarvan hij de kwaliteit en styling in eigen hand had. Hiertoe werd AMPHI Fashion Productions B.V. opgericht. 
Een 'managementbuy-out' door Piet Swarthoff, manager bij American Phil Textiles Europe B.V., bracht het merk Bon Giorno uiteindelijk bij Semper Paratus B.V., gevestigd te Sint-Maartensdijk die Bon Giorno op de markt brengt via V&D, Wehkamp, Makro, een fors aantal zelfstandige detaillisten en haar eigen webshop.